# Biniou
Instrument de vent de llengüeta doble propi de la Gran Bretanya que forma part de la família de les gaites. La paraula binioù vol dir gaita en bretó. Es diferencia de la gaita gallega o asturiana per a llargada del seu tub. Trobem diferents models del mateix instruments:
- Biniou Kohz: és el model tradicional bretó (“kohz” vol dir “antic” en bretó).

El tub de digitació mesura 13,8 cm. Se li col·loca una petita llengüeta doble, té set notes i no té cap forat per al dit polze. El bordó mesura 37,5 cm, dividit en dues peces per a poder-lo afinar. Descansa sobre l'espatlla del gaiter. Tot l'instrument és de fusta de boix i no té cap encaix de metall. El bot o sac està fet de pell d'ovella i queda a l'altura del pit del gaiter perquè pugui prémer amb el braç per a fer sortir l'aire.
En ser tan curt, té un so més agut. Només té un bordó que sona dues octaves per sota, fent la nota tònica. A l'hora de ser tocada acostuma a anar acompanyada d'una bombarda, una dolçaina que sona una octava més greu que la usual.
- Biniou Bras: és el mateix que l'anterior però més gran, afinat en una altra tonalitat.

A partir d'aquí el binioù ha anat evolucionant segons la regió. En l'actualitat la gaita bretona pot tenir 2 o 3 bordons i es fa servir generalment en les bandes, per tocar en esdeveniments civico-militars o en desfilades de grups folklòrics bretons. Aquestes bandes estan compostes per 8 gaites, 8 bombardes, dos tambors tenors, dos lleugers i un bombo.